# Marjan Olyslager
Marjan Ingrid Olyslager (Den Haag, 8 maart 1962) is een Nederlandse voormalige atlete, die gespecialiseerd was in het hordelopen. Ze was drievoudig Nederlands recordhoudster en was twaalfmaal Nederlands kampioene in deze discipline.

## Biografie

### Eerste jeugdtitels
Olyslager startte reeds op tienjarige leeftijd met atletiek, nadat zij in haar woonplaats Terneuzen bij schoolwedstrijden het recht had verworven om een maand gratis te komen trainen bij de plaatselijke atletiekvereniging Scheldesport. Al gauw bleek haar natuurlijke aanleg voor de sprint- en springnummers. Daarbij had zij een hoop souplesse opgedaan bij het turnen, een sport die zij daarvoor zo’n viertal jaren had beoefend.
Vijf jaar later had zij zich in de atletiek al zover ontwikkeld, dat de eerste nationale jeugdtitels konden worden binnengehaald: als B-juniore werd zij in 1977 kampioene op de 100 m en de 80 m horden. Er zouden er in de jaren erna nog elf volgen zodat Marjan, toen zij daartoe de leeftijd had bereikt, met een totaal aantal van dertien jeugdtitels aan haar seniorencarrière begon.
Overigens deed Marjan Olyslager nog als juniore haar eerste internationale ervaring op bij een groot toernooi: bij de Europese jeugdkampioenschappen van 1979 in Bydgoszcz trad zij aan op de 200 m en de 100 m horden. Op het eerste nummer, waarop zij in de series haar persoonlijke record had verbeterd, strandde zij in de halve finale, op de 100 m horden miste zij op 0,02 seconde een plaats in de finale.

### Stempel
Vanaf haar overgang naar de senioren in 1981 tot aan het einde van haar actieve atletiekloopbaan in 1989 zou Marjan Olyslager vervolgens haar stempel drukken op het hordelopen bij de vrouwen in Nederland. Reeds in 1981 veroverde zij haar eerste seniorentitel, hoewel ze sinds het midden van 1980 tot in het voorjaar van 1981 hinder had ondervonden van vermoeidheidsverschijnselen, die het gevolg bleken van de ziekte van Pfeiffer. Het duurde tot 1983 voordat Marjan de limiet van 13,45, die de KNAU had gesteld als grens voor een nieuw te erkennen elektronisch gemeten record, zou doorbreken. Op 11 juni 1983 dook ze er voor het eerst onder, al werd dat nooit officieel vastgesteld. In het Belgische Willebroek sloegen blijkbaar gelijk de stoppen door van de elektronische tijdwaarneming, toen Olyslager daar tijdens de interland tegen Schotland en België de finishlijn passeerde. Ze moest het er doen met een handgeklokte tijd van 13,0, maar de drempel was genomen en voor het jaar om was had Marjan Olyslager het nationale record met 13,26 op haar naam geschreven. Die tijd liep zij tijdens de eerste officiële wereldkampioenschappen atletiek in Helsinki, waar zij op de 100 m horden tot deze prestatie kwam. Ze haalde er de kwartfinales mee, maar werd daarin met 13,30 uitgeschakeld.

### Teleurstelling in olympisch jaar
Het olympische jaar 1984 had twee forse tegenvallers voor de inmiddels als computerprogrammeur/systeemanaliste in Breda werkzame atlete in petto: door een voetblessure moest zij bij de Nederlandse kampioenschappen de finale op de 100 m horden laten lopen en miste zij de limiet van 13,18, die het NOC had gesteld als eis voor deelname aan de Olympische Spelen in Los Angeles. Ze kwam niet verder dan 13,20, al was dat wel weer een Nederlands record.

### Richting wereldtop
Het jaar erna plukte Olyslager de vruchten van haar harde, maar vergeefse olympische limietenjacht. Binnen 53 dagen verbeterde ze haar eigen nationale record viermaal: na 13,19 en 13,07 in mei volgde 13,03 in juni, waarna ze op 7 augustus in Zwolle eindigde op 13,01. Marjan was net zo verbaasd als iedereen: "Ik kan het gewoon niet verklaren. Vorig jaar heb ik echt hard getraind en toen kwam het er niet uit. Technisch gezien ben ik dit jaar niet zo gek veel vooruit gegaan. Ik ben wel veel sterker en sneller geworden. Bovendien is het uithoudingsvermogen voor de laatste drie horden vergroot". Een tijd onder de 13 seconden leek nu zelfs haalbaar. Marjan was immers al enkele malen onder die grens gedoken, zij het met steeds te veel rugwind. Zijzelf achtte een tijd tussen de 12,7 en 12,8 een reëel doel. "Ik ben realistisch in mijn benadering. Misschien komt het door mijn wiskundige aanleg". Intussen beëindigde Marjan Olyslager het verder weinig interessante jaar 1985 op de wereldranglijst op een 22-ste plaats.

### In het gras
Een borstvliesontsteking was er in 1985/86 echter de oorzaak van, dat de winterperiode nagenoeg uitviel. Desondanks leek Marjan in de zomer van 1986 op tijd in vorm voor de Europese kampioenschappen in Stuttgart, met tijden van 13,08 en 13,07. Een lies- en hamstringblessure gooide echter opnieuw roet in het eten. Ze herstelde weliswaar op tijd, maar kwam niet in topvorm aan de start in Stuttgart. In de halve finale (na een serie in 13,14) struikelde ze over de eerste horde en belandde in het gras. Ze had te weinig tijd gehad om op techniek te kunnen trainen. 'Ik was te gretig, mijn hordebeheersing was er nog niet. Dit is me trouwens nog nooit overkomen', aldus de Zeeuwse.
Het jaar 1987 startte Marjan Olyslager voortvarend. Op de NK indoor sloeg ze drie vliegen in één klap: een nationale titel op de 60 m horden in de nationale recordtijd van 8,16 (vijf honderdste onder haar eigen oude record uit 1984) én een limiettijd voor de WK indoor. Dat ze nog sneller kon, bewees ze kort daarna tijdens der EK indoor in Liévin. Ze kwam er driemaal in actie en alle drie de keren bleef ze onder haar eigen record: via 8,10 in de serie werd het 8,03 in de halve finale en 8,09 in de finale, waarin ze laatste werd. Enkele weken later werd zij in Indianapolis op de eerste WK indoor ooit vijfde in de finale, al was haar tijd hier 8,12. Veel meer bleek er dat jaar echter niet in te zitten. Door een lastig genezende knieblessure, die zij in het voorseizoen opliep, kwam Olyslager die zomer eigenlijk nooit goed in vorm. De nationale titel op de 100 m horden veroverde ze nog wel, maar het belangrijkste toernooi van het jaar, de WK in Rome, liep zij mis. En ook de langverwachte tijd onder de 13 seconden kwam er opnieuw niet uit. Met haar beste jaarprestatie van 13,19 bleef ze ver verwijderd van het in de twee voorafgaande jaren bereikte niveau.

### Magische grenzen doorbroken
In het olympische jaar 1988 begint Marjan Olyslager precies als het jaar ervoor: met het verbeteren van nationale indoorrecords. Op 13 februari komt ze opnieuw in Liévin op de 60 m horden tot 8,00, om vervolgens vier dagen later in Gent met 7,97 voor het eerst onder de magische acht-secondengrens te duiken. Vanzelfsprekend wordt ze ook weer Nederlands kampioene; in eigen land is Olyslager inmiddels onverslaanbaar geworden. Het hoogtepunt van het indoorseizoen, tevens een hoogtepunt in haar carrière, moet echter nog komen. Op 5 maart 1988 wint ze op de EK indoor van 1988 in Boedapest op de 60 m horden een zilveren medaille in 7,92 achter Cornelia Oschkenat (7,77) uit Oost-Duitsland en voor Mihaela Pogacian (7,99) uit Roemenië. Haar tijd is wederom een Nederlands record. Marjan Olyslager mag zich voortaan tot de Europese top rekenen.
Hoe belangrijk haar goede indoorprestaties zijn geweest, blijkt vervolgens tijdens het outdoorseizoen. Marjan Olyslager wint enkele aansprekende internationale meetings en duikt al op 7 juni in Saint Denis voor het eerst onder de dertien-secondengrens in de Nederlandse recordtijd van 12,93. Niet alleen doorbreekt zij hiermee een tweede belangrijke psychologische barrière, ze kwalificeert zich ook in één klap voor de Olympische Spelen in Seoel.

### Winst en verlies
De volgende maanden leverde Olyslager nog vele prima prestaties. Zo won zij op 14 augustus 1988, als een van de weinige Nederlandse atletes ooit, goud op de 100 m horden tijdens de Adriaan Paulen Memorial in alweer een Nederlandse recordtijd: 12,92. Bovendien kwalificeerde zij zich ook nog eens op de 4 x 100 m estafette in 43,54 voor de Spelen, samen met Nelli Cooman, Els Vader en Gretha Tromp. Uiteindelijk kwam ze op 19 augustus tot haar beste jaarprestatie, door tijdens de Memorial Van Damme in Brussel de 100 m horden te winnen in 12,83, haar derde recordverbetering van het seizoen. Ze bereikte er de vijftiende plaats op de wereldranglijst mee. Des te opmerkelijker was het dat zij juist dit jaar op eigen bodem een gevoelige nederlaag moest ondergaan: tijdens de NK in Groningen werd zij op haar specialiteit geklopt door Gretha Tromp, die na winst en een Nederlands record op de 400 m horden de dag ervoor in de winning mood bleek en Marjan Olyslager met één honderdste seconde verschil klopte. De tijden: 13,33 om 13,34. Tromp liep op de 100 m horden daarna nooit meer zo snel.
Op de Olympische Spelen dat jaar in Seoel kwam Olyslager na winst in haar serie in 13,04 en een tweede plaats in haar kwartfinale in 13,02 niet verder dan een vijfde plaats in de halve finale met 13,08. Had ze de finale willen halen dan had ze, gezien de tijden van de concurrentie, haar Nederlandse record moeten verbeteren, zoals Marjan Olyslager voorafgaand aan haar race terdege besefte. Het kwam er echter niet uit. "Ik raakte een horde, verloor snelheid en kon dat niet meer goedmaken", verklaarde zij achteraf. Samen met Nelli Cooman, Gretha Tromp en Els Vader kwam ze vervolgens ook uit op de 4 x 100 m estafette, waarin het Nederlandse team eveneens in de halve finale sneuvelde, ondanks een snellere tijd (43,48) dan Frankrijk, dat in de andere halve finale vierde werd met 43,66.

### Breekpunt
Aanvankelijk had het in Olyslagers bedoeling gelegen om Seoel als het eindpunt van haar atletiekloopbaan te beschouwen. Direct na de Spelen twijfelde ze. "Ik heb hier nog steeds zoveel lol in dat ik er serieus over denk om voorlopig nog een jaartje door te gaan", aldus de Nederlandse hordekoningin. Een jaar later hierop terugkijkend stelde zij vast, dat Seoel toch een breekpunt in haar carrière was geweest. "Voor die tijd had ik nog iets om naar toe te werken, iets dat ik nog nooit had meegemaakt. Na de Olympische Spelen was dat voorbij. Ik kreeg ineens moeite met trainen. In de winter kwam ik nauwelijks op gang. Voor het eerst in mijn leven bekroop me het gevoel dat ik van alles miste door de topsport."
Die winter trouwde Marjan Olyslager met Roel Wingbermühle, stortte zich meer op haar werk als systeemanaliste en besteedde minder aandacht aan trainingen. Desondanks liep zij in 1989 de sterren van de hemel. Indoor haalde zij op de 60 m horden haar zoveelste nationale titel binnen, werd vierde op de EK indoor in Den Haag, evenaarde enkele dagen later haar nationale record van 7,92 en werd op de WK indoor in Boedapest zesde in de finale in 7,95, nadat zij in de series weer naar een verbetering van haar eigen nationale record was gesneld: 7,89. In het outdoorseizoen liep zij op de 100 m horden tijdens een competitiewedstrijd in Kerkrade eerst een handgeklokte tijd van 12,7, bleef vervolgens in Sittard met 12,88 vijf honderdste verwijderd van haar nationale record, om ten slotte op 25 juni tijdens de Meeting Internationale de Paris op het sportcomplex van Villeneuve-d'Ascq haar prestatie van 12,77, haar twaalfde nationale record, neer te zetten. Ze versloeg daarbij onder anderen de Amerikaanse kampioene Linda Tolbert en oud-wereldrecordhoudster Ginka Zagortsjeva.
Het was de kers op de taart voor Olyslager die ten slotte, na nog een veertiende nationale seniorentitel te hebben behaald, aan het eind van het seizoen 1989 haar carrière afsloot. Niet langer wilde zij als toegewijd atlete verder, wel bleef zij actief als trainster. In 1995 werd zij vakgroepcoördinator sprint/horden bij de KNAU. Haar nationale record van 12,77 werd pas 29 jaar later, in 2018, door Nadine Visser verbeterd, die er dat jaar 12,71 van maakte.

### Chef de Mission EYOF
In augustus 2006 werd Marjan Olyslager door het NOC*NSF aangesteld als Chef de Mission om het Nederlandse team te begeleiden op het Europees Jeugd Olympisch Festival (EYOF) en de Koninkrijksspelen. Op 19 november 2013, nadat zij deze rol op vier achtereenvolgende EYOF's had vervuld, werd zij hiervoor door NOC*NSF onderscheiden met de erepenning. Deze bronzen onderscheiding wordt uitgereikt aan personen die een bijzondere betekenis voor de sport in Nederland hebben. Olyslager, die de onderscheiding ontving uit handen van voorzitter André Bolhuis, kreeg de penning als blijk van waardering voor de toewijding waarmee Olyslager zich steeds van haar taak had gekweten.

### Vertrouwenspersoon Atletiekunie
Olyslager is vertrouwenspersoon bij de Atletiekunie.

## Nederlandse kampioenschappen
Outdoor
| Onderdeel    | Jaar                               |
| ------------ | ---------------------------------- |
| 100 m        | 1989                               |
| 100 m horden | 1981, 1982, 1983, 1985, 1987, 1989 |
| verspringen  | 1983                               |

Indoor
| Onderdeel   | Jaar                               |
| ----------- | ---------------------------------- |
| 60 m horden | 1982, 1983, 1984, 1987, 1988, 1989 |

## Records

### Persoonlijke records
Outdoor
| Onderdeel    | Prestatie       | Datum        | Plaats            |
| ------------ | --------------- | ------------ | ----------------- |
| 100 m        | 11,63 s         | 9 juli 1989  | Hengelo           |
| 200 m        | 23,93 s         | 23 juli 1983 | Vught             |
| 100 m horden | 12,77 s (ex-NR) | 25 juni 1989 | Villeneuve-d'Ascq |
| verspringen  | 6,17 m          | 17 juni 1979 | Groningen         |

Indoor
| Onderdeel   | Prestatie      | Datum            | Plaats    |
| ----------- | -------------- | ---------------- | --------- |
| 60 m        | 7,56 s         | 29 januari 1984  | Dortmund  |
| 50 m horden | 6,91 s (NR)    | 24 januari 1987  | Zwolle    |
| 60 m horden | 7,89 s (ex-NR) | 5 maart 1989     | Boedapest |
| verspringen | 6,17 m         | 21 februari 1982 | Rotterdam |

### Nederlandse records
Outdoor
| Onderdeel    | Prestatie | Datum            | Plaats            |
| ------------ | --------- | ---------------- | ----------------- |
| 100 m horden | 13,27 s   | 24 juni 1983     | Parijs            |
|              | 13,26 s   | 12 augustus 1983 | Helsinki          |
|              | 13,20 s   | 9 juni 1984      | Fürth             |
|              | 13,19 s   | 16 mei 1985      | Leiden            |
|              | 13,07 s   | 29 mei 1985      | Aken              |
|              | 13,01 s   | 7 juli 1985      | Zwolle            |
|              | 12,93 s   | 7 juni 1988      | Saint-Denis       |
|              | 12,92 s   | 14 augustus 1988 | Hengelo           |
|              | 12,83 s   | 19 augustus 1988 | Brussel           |
|              | 12,77 s   | 25 juni 1989     | Villeneuve-d'Ascq |

Indoor
| Onderdeel   | Prestatie | Datum            | Plaats    |
| ----------- | --------- | ---------------- | --------- |
| 50 m horden | 6,91 s    | 24 januari 1987  | Zwolle    |
| 60 m horden | 8,33 s    | 21 januari 1984  | Zwolle    |
|             | 8,21 s    | 3 maart 1984     | Göteborg  |
|             | 8,16 s    | 7 februari 1987  | Den Haag  |
|             | 8,10 s    | 21 februari 1987 | Liévin    |
|             | 8,03 s    | 21 februari 1987 | Liévin    |
|             | 8,00 s    | 13 februari 1988 | Liévin    |
|             | 7,97 s    | 17 februari 1988 | Gent      |
|             | 7,92 s    | 5 maart 1988     | Boedapest |
|             | 7,89 s    | 5 maart 1989     | Boedapest |

## Palmares

### 60 m
- 1982:  NK indoor – 7,61 s
- 1983: 4e NK indoor – 7,71 s
- 1984: 4e NK indoor – 7,57 s
- 1987:  NK indoor – 7,59 s

### 100 m
- 1981:  NK – 11,86 s (+2,1 m/s)
- 1983:  NK – 12,00 s
- 1985:  NK – 11,74 s (+2,82 m/s)
- 1987:  NK - 11,77 s (+0,9 m/s)
- 1989:  NK – 11,63 s

### 200 m
- 1981:  NK – 24,35 s
- 1982:  NK – 23,93 s
- 1985:  NK – 23,53 s

### 60 m horden
- 1982:  NK indoor – 8,47 s
- 1983:  NK indoor – 8,44 s
- 1984:  NK indoor – 8,29 s
- 1987:  NK indoor – 8,16 s (NR)
- 1987: 5e WK indoor - 8,12 s
- 1988:  NK indoor - 8,12 s
- 1988:  EK indoor - 7,92 s
- 1989:  NK indoor – 8,11 s
- 1989: 6e WK indoor - 7,95 s

### 100 m horden
- 1981:  NK – 13,52 s
- 1982:  NK – 13,59 s
- 1982:  Memorial Van Damme - 13,66 s
- 1983:  NK – 13,46 s
- 1984: DNS NK
- 1985:  NK – 12,96 s (+4,68 m/s)
- 1987:  Europa Cup B - 13,35 s
- 1987:  NK – 13,27 s (+1,45 m/s)
- 1988:  NK – 13,34 s (+1,34 m/s)
- 1988: 5e in ½ fin. OS - 13,08 s
- 1988:  IAAF Grand Prix finale - 13,05 s
- 1988:  Memorial Van Damme - 12,83 s (NR)
- 1989:  Europa Cup C - 13,35 s
- 1989:  NK – 13,23 s

### verspringen
- 1982:  NK indoor – 6,17 m

### 4 × 100 m
- 1986: 7e EK in Stuttgart - 44,38 s
- 1988: 5e in ½ fin. OS - 43,48 s

## Onderscheidingen
- KNAU jeugdatlete van het jaar (Fanny Blankers-Koen plaquette) - 1978
- NOC*NSF erepenning - 2013